# Li Shangfu

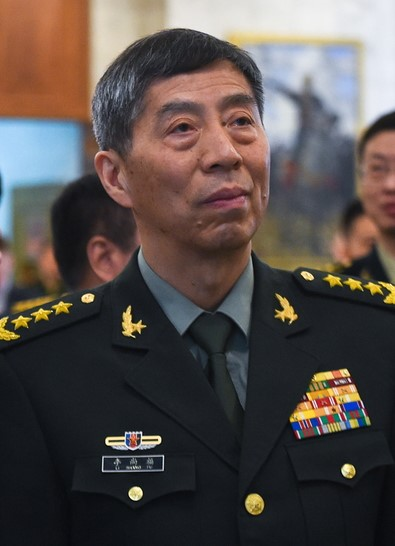
Li Shangfu (2023)

Li Shangfu (chinesisch 李尚福, Pinyin Lǐ Shàngfú, * Februar 1958 in Chengdu) ist ein chinesischer Raumfahrtingenieur und General der Volksbefreiungsarmee. Er war von August 2017 bis Oktober 2022 Leiter der Abteilung für Waffenentwicklung der Zentralen Militärkommission und bis März 2023 Kommandant des bemannten Raumfahrtprogramms der Volksrepublik China. Von März 2023 bis Oktober 2023 war er Verteidigungsminister der Volksrepublik China. Seit August 2023 ist Li aus der Öffentlichkeit verschwunden. Von Chinas Behörden gab es bisher keine Informationen über seinen Verbleib.

## Familie, Jugend und Studium
Li Shangfu wurde im Februar 1958 in Chengdu, der Hauptstadt der Provinz Sichuan, geboren. Sein Vater war Li Shaozhu (李绍珠, 1911–1995), ein hochrangiger Offizier der Volksbefreiungsarmee, der 1934/35 am so genannten Langen Marsch und 1953 am Koreakrieg beteiligt war. Ab 1954 diente Li Shaozu als Stabschef, später als Kommandeur der 5. Division der Eisenbahntruppen des chinesischen Militärs. Dabei hatte er nach Angaben chinesischer Staatsmedien wesentlichen Anteil am Aufbau der Infrastruktur Chinas. 1978 schrieb sich Li Shangfu an der Universität für Wissenschaft und Technik der Landesverteidigung der chinesischen Volksbefreiungsarmee in Changsha für Luft- und Raumfahrttechnik ein und trat in die Volksbefreiungsarmee ein. 1982 schloss Li sein Studium mit dem Ingenieurdiplom ab.

## Raumfahrtprogramm
Nach seinem Studienabschluss wurde Li Shangfu auf das Kosmodrom Xichang abkommandiert. Dort arbeitete er zunächst als Techniker. Am Institut für Automatisierungstechnik der Chongqing-Universität belegte Li ein Aufbaustudiengang. Auf dem Kosmodrom war Li Shangfu Zeuge des schweren Unfalls am 15. Februar 1996, als eine Trägerrakete vom Typ Changzheng-3B wegen eines Fehlers im Trägheitsnavigationssystem auf einen Berghang stürzte und explodierte. Bei dem Unglück starben sechs Menschen, 57 weitere wurden teils schwer verletzt. Im Dezember 2003 wurde Li Shangfu zum Kommandanten des Kosmodroms Xichang ernannt, im Juli 2006 wurde er zum Generalmajor befördert. Gleichzeitig fungierte als Kommandant des Kosmodromsystems des Mondprogramms der Volksrepublik China und war in dieser Eigenschaft verantwortlich für den Start der Mondsonden Chang’e 1 am 24. Oktober 2007 und Chang’e 2 am 1. Oktober 2010. Im September 2013 wurde Li Shangfu als Stabschef beim damaligen Hauptzeugamt der Volksbefreiungsarmee nach Peking versetzt.
Ende 2014 wurde Li Shangfu zum stellvertretenden Leiter des Hauptzeugamts befördert. Ein Jahr später wurde das Hauptzeugamt im Rahmen der Tiefgreifenden Reform der Landesverteidigung und des Militärs aufgelöst und an seiner Stelle bei der Zentralen Militärkommission die „Abteilung für Waffenentwicklung“ eingerichtet. Die Zuständigkeit für die Raumfahrtaktivitäten ging nun zum großen Teil an die zum 1. Januar 2016 neu gegründete Strategische Kampfunterstützungstruppe der Volksrepublik China. Als gelernter Raumfahrtingenieur wurde Li Shangfu zu der neuen Teilstreitkraft versetzt. Er übernahm dort den Posten des stellvertretenden Kommandeurs und fungierte gleichzeitig als Stabschef. Lis Aufgabengebiet war erneut die Betreuung des chinesischen Mondprogramms, bei dem er nun den Posten eines Stellvertretenden Kommandanten innehatte.

## Abteilung für Waffenentwicklung
Im August 2016 wurde Li Shangfu zum Generalleutnant befördert.
Im August 2017 wurde er zum Leiter der Abteilung für Waffenentwicklung der Zentralen Militärkommission ernannt.
Damit war er qua Amt auch Kommandant des bemannten Raumfahrtprogramms der Volksrepublik China. Dies blieb er bis Oktober 2022.
Am 24. Oktober 2017 wurde Li auf dem 19. Parteitag der Kommunistischen Partei Chinas in das Zentralkomitee gewählt.
Am 22. Oktober 2022 wurde er auf der Abschlusssitzung des 20. Parteitags in dieser Position bestätigt.
Im September 2018 belegte das Außenministerium der Vereinigten Staaten die Abteilung für Waffenentwicklung und seinen damaligen Leiter Li Shangfu persönlich mit Sanktionen. Hintergrund war das vom US-Kongress erlassene Gesetz zur Bekämpfung von Amerikas Widersachern durch Sanktionen. Die Sanktionen untersagen es der Abteilung für Waffenentwicklung seitdem, in den USA Finanztransaktionen zu tätigen. US-Staatsbürgern ist es außerdem verboten, mit der Abteilung in Geschäftsbeziehungen zu treten.
Am 31. Juli 2019 wurde Li Shangfu von Xi Jinping, dem Vorsitzenden der Zentralen Militärkommission, zum Viersternegeneral ernannt. Im Oktober 2022 übergab Li Shangfu seine Ämter als Leiter der Abteilung für Waffenentwicklung und als Kommandant des bemannten Raumfahrtprogramms an General der Luftwaffe Xu Xueqiang.

## Verteidigungsminister
Am 12. März 2023 wurde General Li Shangfu vom Nationalen Volkskongress auf Vorschlag von Premierminister Li Qiang als Nachfolger von General Wei Fenghe, dem ehemaligen Kommandeur der Raketenstreitkräfte, zum Verteidigungsminister der Volksrepublik China ernannt. Auch in der Zentralen Militärkommission, sowohl der staatlichen als auch derjenigen der Kommunistischen Partei Chinas (KPCh) – beide Kommissionen sind personell fast immer identisch – folgte er auf Wei Fenghe.
Li Shangfu lehnte am 3. Juni 2023 auf der Sicherheitskonferenz Shangri-La-Dialog in Singapur ein Gesprächsangebot von US-Amtskollegen Lloyd Austin über den Taiwan-Konflikt ab. Einen Tag darauf warnte er bei einer Rede die US-Regierung vor einer Einmischung im Streit um Taiwan. Erneut drohte er mit einem chinesischen Einmarsch in Taiwan.

## Rückzug aus der Öffentlichkeit
Li Shangfu hatte am 29. August 2023 seinen letzten Auftritt in der Öffentlichkeit. Am 24. Oktober 2023 wurde er ohne Nennung genauer Gründe vom Ständigen Ausschuss des Nationalen Volkskongresses seiner Ämter als Verteidigungsminister und Mitglied der Zentralen Militärkommission der Volksrepublik China enthoben. Am 29. Dezember 2023 wurde der bisherige Oberkommandierende der chinesischen Marine Admiral Dong Jun (董军, * 1961) zum neuen Verteidigungsminister ernannt. Im Februar 2024 wurde Li Shangfu auch seines Postens in der Zentralen Militärkommission der Kommunistischen Partei Chinas (KPCh) enthoben. Im Juni 2024 wurde Li Shangfu wegen des angeblichen Verdachts der Korruption und Bestechung aus der KPCh ausgeschlossen.